# Toveren Tour
De Toveren Tour was de derde concerttournee van K3 die plaatsvond van 23 juni 2002 tot 3 januari 2003 met optredens in Vlaanderen en Nederland.
Deze show kwam uit op DVD op 2 mei 2003.

## Verhaal
Karen, Kristel en Kathleen willen op vakantie vertrekken, maar als Kristels koffer ontbreekt, kunnen ze niet vertrekken, en moeten ze dus verder met de show. Kathleen vindt de koffer van Kristel, maar deze is betoverd, hierdoor ontmoeten ze de tovenaar Carolus Van Barkenstein (een rol van Ernst Van Looy). Hij geeft de K3tjes een opdracht om te weten te krijgen wat het grootste geluk is wat er bestaat. Ze komen er achter wat het grootste geluk is wat er bestaat, zingen Alle kleuren en vertrekken vervolgens alsnog op vakantie.

## Optredens
| Datum             | Stad       | Zaal                            |
| Vlaanderen        | Vlaanderen | Vlaanderen                      |
| ----------------- | ---------- | ------------------------------- |
| 23 juni 2002      | Roeselare  | Schiervelde                     |
| 10 juli 2002      | Brussel    | Brussels Expo (Auditorium 2000) |
| 13 juli 2002      | Aalst      | Forum                           |
| 15 juli 2002      | Oostende   | Casino-Kursaal                  |
| 19 juli 2002      | Antwerpen  | Theater Elckerlyc               |
| 20 juli 2002      | Antwerpen  | Theater Elckerlyc               |
| 24 juli 2002      | Gent       | Kuipke                          |
| 14 september 2002 | Hasselt    | Grenslandhallen                 |
| 15 september 2002 | Hasselt    | Grenslandhallen                 |
| Nederland         |            |                                 |
| 9 oktober 2002    | Zwolle     | IJsselhallen                    |
| 16 oktober 2002   | Nijmegen   | Stadsschouwburg                 |
| 18 oktober 2002   | Rotterdam  | Nieuwe Luxor                    |
| 19 oktober 2002   | Rotterdam  | Nieuwe Luxor                    |
| 20 oktober 2002   | Amsterdam  | RAI                             |
| 22 oktober 2002   | Arnhem     | Rijnhal                         |
| 26 oktober 2002   | Den Haag   | Nederlands Congres Centrum      |
| 26 december 2002  | Groningen  | Martiniplaza                    |
| 29 december 2002  | Kerkrade   | Rodahal                         |
| 3 januari 2003    | Den Bosch  | Maaspoort                       |

## Setlijst
1. Introductie medley: Feest, Heyah mama, Tele-Romeo, Oma's aan de top, Alle kleuren, Toveren, I love you baby
2. Hippie shake
3. Feest
4. Je doet maar wat
5. Je hebt een vriend
6. Tele-Romeo
7. Blub, ik ben een vis
8. Oma's aan de top
9. Leonardo
10. Papapa
11. Toveren
12. Alle kleuren
13. Heyah mama

## DVD-hitlijst
| K3 Toveren Tour Show in de Nederlandse DVD Music Top 30 - binnen: 17-05-2003/Laatste notering 01-11-2003 | K3 Toveren Tour Show in de Nederlandse DVD Music Top 30 - binnen: 17-05-2003/Laatste notering 01-11-2003 | K3 Toveren Tour Show in de Nederlandse DVD Music Top 30 - binnen: 17-05-2003/Laatste notering 01-11-2003 | K3 Toveren Tour Show in de Nederlandse DVD Music Top 30 - binnen: 17-05-2003/Laatste notering 01-11-2003 | K3 Toveren Tour Show in de Nederlandse DVD Music Top 30 - binnen: 17-05-2003/Laatste notering 01-11-2003 | K3 Toveren Tour Show in de Nederlandse DVD Music Top 30 - binnen: 17-05-2003/Laatste notering 01-11-2003 | K3 Toveren Tour Show in de Nederlandse DVD Music Top 30 - binnen: 17-05-2003/Laatste notering 01-11-2003 | K3 Toveren Tour Show in de Nederlandse DVD Music Top 30 - binnen: 17-05-2003/Laatste notering 01-11-2003 | K3 Toveren Tour Show in de Nederlandse DVD Music Top 30 - binnen: 17-05-2003/Laatste notering 01-11-2003 | K3 Toveren Tour Show in de Nederlandse DVD Music Top 30 - binnen: 17-05-2003/Laatste notering 01-11-2003 | K3 Toveren Tour Show in de Nederlandse DVD Music Top 30 - binnen: 17-05-2003/Laatste notering 01-11-2003 | K3 Toveren Tour Show in de Nederlandse DVD Music Top 30 - binnen: 17-05-2003/Laatste notering 01-11-2003 | K3 Toveren Tour Show in de Nederlandse DVD Music Top 30 - binnen: 17-05-2003/Laatste notering 01-11-2003 | K3 Toveren Tour Show in de Nederlandse DVD Music Top 30 - binnen: 17-05-2003/Laatste notering 01-11-2003 | K3 Toveren Tour Show in de Nederlandse DVD Music Top 30 - binnen: 17-05-2003/Laatste notering 01-11-2003 | K3 Toveren Tour Show in de Nederlandse DVD Music Top 30 - binnen: 17-05-2003/Laatste notering 01-11-2003 | K3 Toveren Tour Show in de Nederlandse DVD Music Top 30 - binnen: 17-05-2003/Laatste notering 01-11-2003 | K3 Toveren Tour Show in de Nederlandse DVD Music Top 30 - binnen: 17-05-2003/Laatste notering 01-11-2003 | K3 Toveren Tour Show in de Nederlandse DVD Music Top 30 - binnen: 17-05-2003/Laatste notering 01-11-2003 | K3 Toveren Tour Show in de Nederlandse DVD Music Top 30 - binnen: 17-05-2003/Laatste notering 01-11-2003 | K3 Toveren Tour Show in de Nederlandse DVD Music Top 30 - binnen: 17-05-2003/Laatste notering 01-11-2003 | K3 Toveren Tour Show in de Nederlandse DVD Music Top 30 - binnen: 17-05-2003/Laatste notering 01-11-2003 | K3 Toveren Tour Show in de Nederlandse DVD Music Top 30 - binnen: 17-05-2003/Laatste notering 01-11-2003 | K3 Toveren Tour Show in de Nederlandse DVD Music Top 30 - binnen: 17-05-2003/Laatste notering 01-11-2003 | K3 Toveren Tour Show in de Nederlandse DVD Music Top 30 - binnen: 17-05-2003/Laatste notering 01-11-2003 | K3 Toveren Tour Show in de Nederlandse DVD Music Top 30 - binnen: 17-05-2003/Laatste notering 01-11-2003 | K3 Toveren Tour Show in de Nederlandse DVD Music Top 30 - binnen: 17-05-2003/Laatste notering 01-11-2003 |
| Week | 1 | 2 | 3 | 4 | 5 | 6 | 7 | 8 | 9 | 10 | 11 | 12 | 13 | 14 | 15 | 16 | 17 | 18 | 19 | 20 | 21 | 22 | 23 | 24 | 25 | |
| --- | --- | --- | --- | --- | --- | --- | --- | --- | --- | --- | --- | --- | --- | --- | --- | --- | --- | --- | --- | --- | --- | --- | --- | --- | --- | --- |
| Nummer                                                                                                   | 1 | 1 | 4 | 7 | 12 | 13 | 10 | 8 | 8 | 18 | 16 | 9 | 5 | 11 | 10 | 10 | 13 | 15 | 5 | 6 | 5 | 12 | 18 | 25 | 23 | uit |
| binnen: 20-12-2003 (wk26) -- 22-01-2005 (wk27)/Laatste notering 22-01-2005                               | | | | | | | | | | | | | | | | | | | | | | | | | | |
| Week | 26 | 27 | 28 | | | | | | | | | | | | | | | | | | | | | | | |
| Nummer                                                                                                   | 18 | 28 | uit | | | | | | | | | | | | | | | | | | | | | | | |

| K3 Toveren/In Wonderland in de Vlaamse Ultratop 10 Muziek-DVD - binnen: 19-02-2005/Laatste notering 12-03-2005 | K3 Toveren/In Wonderland in de Vlaamse Ultratop 10 Muziek-DVD - binnen: 19-02-2005/Laatste notering 12-03-2005 | K3 Toveren/In Wonderland in de Vlaamse Ultratop 10 Muziek-DVD - binnen: 19-02-2005/Laatste notering 12-03-2005 | K3 Toveren/In Wonderland in de Vlaamse Ultratop 10 Muziek-DVD - binnen: 19-02-2005/Laatste notering 12-03-2005 | K3 Toveren/In Wonderland in de Vlaamse Ultratop 10 Muziek-DVD - binnen: 19-02-2005/Laatste notering 12-03-2005 | K3 Toveren/In Wonderland in de Vlaamse Ultratop 10 Muziek-DVD - binnen: 19-02-2005/Laatste notering 12-03-2005 | K3 Toveren/In Wonderland in de Vlaamse Ultratop 10 Muziek-DVD - binnen: 19-02-2005/Laatste notering 12-03-2005 | K3 Toveren/In Wonderland in de Vlaamse Ultratop 10 Muziek-DVD - binnen: 19-02-2005/Laatste notering 12-03-2005 | K3 Toveren/In Wonderland in de Vlaamse Ultratop 10 Muziek-DVD - binnen: 19-02-2005/Laatste notering 12-03-2005 | K3 Toveren/In Wonderland in de Vlaamse Ultratop 10 Muziek-DVD - binnen: 19-02-2005/Laatste notering 12-03-2005 | K3 Toveren/In Wonderland in de Vlaamse Ultratop 10 Muziek-DVD - binnen: 19-02-2005/Laatste notering 12-03-2005 | K3 Toveren/In Wonderland in de Vlaamse Ultratop 10 Muziek-DVD - binnen: 19-02-2005/Laatste notering 12-03-2005 | K3 Toveren/In Wonderland in de Vlaamse Ultratop 10 Muziek-DVD - binnen: 19-02-2005/Laatste notering 12-03-2005 | K3 Toveren/In Wonderland in de Vlaamse Ultratop 10 Muziek-DVD - binnen: 19-02-2005/Laatste notering 12-03-2005 | K3 Toveren/In Wonderland in de Vlaamse Ultratop 10 Muziek-DVD - binnen: 19-02-2005/Laatste notering 12-03-2005 | K3 Toveren/In Wonderland in de Vlaamse Ultratop 10 Muziek-DVD - binnen: 19-02-2005/Laatste notering 12-03-2005 | K3 Toveren/In Wonderland in de Vlaamse Ultratop 10 Muziek-DVD - binnen: 19-02-2005/Laatste notering 12-03-2005 | K3 Toveren/In Wonderland in de Vlaamse Ultratop 10 Muziek-DVD - binnen: 19-02-2005/Laatste notering 12-03-2005 | K3 Toveren/In Wonderland in de Vlaamse Ultratop 10 Muziek-DVD - binnen: 19-02-2005/Laatste notering 12-03-2005 | K3 Toveren/In Wonderland in de Vlaamse Ultratop 10 Muziek-DVD - binnen: 19-02-2005/Laatste notering 12-03-2005 | K3 Toveren/In Wonderland in de Vlaamse Ultratop 10 Muziek-DVD - binnen: 19-02-2005/Laatste notering 12-03-2005 | K3 Toveren/In Wonderland in de Vlaamse Ultratop 10 Muziek-DVD - binnen: 19-02-2005/Laatste notering 12-03-2005 | K3 Toveren/In Wonderland in de Vlaamse Ultratop 10 Muziek-DVD - binnen: 19-02-2005/Laatste notering 12-03-2005 | K3 Toveren/In Wonderland in de Vlaamse Ultratop 10 Muziek-DVD - binnen: 19-02-2005/Laatste notering 12-03-2005 | K3 Toveren/In Wonderland in de Vlaamse Ultratop 10 Muziek-DVD - binnen: 19-02-2005/Laatste notering 12-03-2005 | K3 Toveren/In Wonderland in de Vlaamse Ultratop 10 Muziek-DVD - binnen: 19-02-2005/Laatste notering 12-03-2005 | K3 Toveren/In Wonderland in de Vlaamse Ultratop 10 Muziek-DVD - binnen: 19-02-2005/Laatste notering 12-03-2005 | K3 Toveren/In Wonderland in de Vlaamse Ultratop 10 Muziek-DVD - binnen: 19-02-2005/Laatste notering 12-03-2005 |
| Week | 1 | 2 | 3 | 4 | 5 | | | | | | | | | | | | | | | | | | | | | | |
| --- | --- | --- | --- | --- | --- | --- | --- | --- | --- | --- | --- | --- | --- | --- | --- | --- | --- | --- | --- | --- | --- | --- | --- | --- | --- | --- | --- |
| Nummer | 9 | 9 | 9 | 6 | uit | | | | | | | | | | | | | | | | | | | | | | |